# Carcelia laticauda
Carcelia laticauda är en tvåvingeart som beskrevs av Liang 1995. Carcelia laticauda ingår i släktet Carcelia och familjen parasitflugor.
Artens utbredningsområde är Guangdong (Kina). Inga underarter finns listade i Catalogue of Life.